# Acoelomorpha
Acoelomorpha is een onderstam van de stam Xenacoelomorpha. Acoelomorpha zijn dieren met een week lichaam en een zeer eenvoudige lichaamsbouw, zonder coeloom (lichaamsholten). Er zijn ongeveer 330 soorten bekend, verdeeld in twee klassen: Acoela (320 soorten) en Nemertodermatida (9 à 10 soorten). De diertjes zijn tussen de 100 µm en 1,5 cm groot.

## Voorkomen
Acoelomorpha komen wereldwijd voor in zeeën. Ze zitten vooral in de ondiepe wateren van oceanen, tropen en zelfs tot in de poolgebieden. Een of twee soorten leven in zoet water waaronder de Oligochoerus limnophilus. Er zijn soorten Nemertodermatida die leven in zeekomkommers, zonder hen enige schade toe te brengen.
Alle Acoela leven planktonisch, met andere woorden: ze zwemmen vrij of ze laten zich met de stroom meevoeren. Ze komen soms ook voor op grotere ongewervelde dieren.

## Voortplanting
Sommige Acoelomorpha doen aan ongeslachtelijke voortplanting: ze planten zich voort door deling van het lichaam. Deze deling wordt gevolgd door regeneratie van ontbrekende delen. Ze hebben geen duidelijke organen die de geslachtscellen vormen. Andere soorten daarentegen zijn tweeslachtig.
Vermenigvuldiging van geslachtsdelen is niet ongewoon bij de klasse Acoela. De tetraposthia heeft bijvoorbeeld 4 penissen.

## Voeding
Organismen die de Acoelomorpha voeden zijn algen, detritus (afval) en micro-organismen. Ze nemen het voedsel op via de mond, waarna het door fagocytose (individuele cellen) wordt geabsorbeerd en verteerd. Het spijsvertering van de Acoela en Nemertodermatida vertonen grote verschillen. De Nemertodermatida hebben wel een darm, terwijl de Acoela deze niet hebben.

## Naamgeving
De Acoela zijn vernoemd naar het ontbreken van hun coeloom (de embryonale secundaire lichaamsholte waaruit zich de voornaamste lichaamsholten kunnen vormen).

## Taxonomie
Vroeger werden de Acoelomorpha ingedeeld als een klasse van platwormen maar zijn na publicaties in 2004 door Jaume Baguñà en Marta Riutort, in 2011 als een aparte onderstam ingedeeld bij de Xenacoelomorpha.
- Domein Eukaryoten
  -  Rijk Dierenrijk
    -  Onderrijk Eumetazoa
      -  Stam Xenacoelomorpha
        - Onderstam Xenoturbellida
        -  Onderstam Acoelomorpha
          - Klasse Acoela
          -  Klasse Nemertodermatida